# Georges Boréal
Georges Boréal (* 18. Juli 1890 in Paris; † 17. Oktober 1959 in L’Isle-Adam) war ein französischer Autorennfahrer.

## Karriere als Rennfahrer
Georges Boréal war 1932 der Teampartner von Gustave Duverne beim 24-Stunden-Rennen von Le Mans. Die beiden Franzosen bestritten das Rennen auf einem BNC Type 527 Sport, der nach neun gefahrenen Runden wegen eines Motorschadens ausfiel. 

## Statistik

### Le-Mans-Ergebnisse
| Jahr | Team         | Fahrzeug           | Teamkollege     | Platzierung | Ausfallgrund |
| ---- | ------------ | ------------------ | --------------- | ----------- | ------------ |
| 1932 | Roger Labric | BNC Type 527 Sport | Gustave Duverne | Ausfall     | Motorschaden |